# Brabonjić
Braboniq en albanais et Brabonjić en serbe latin (en serbe cyrillique : Брабоњић) est une localité du Kosovo située dans la commune/municipalité de Mitrovicë/Kosovska Mitrovica et dans le district de Mitrovicë/Kosovska Mitrovica. Selon le recensement kosovar de 2011, elle compte 1 023 habitants, tous albanais.

## Démographie

### Évolution historique de la population dans la localité
| 1948 | 1953 | 1961 | 1971 | 1981  | 1991  | 2011  |
| ---- | ---- | ---- | ---- | ----- | ----- | ----- |
| 664  | 744  | 789  | 864  | 1 014 | 1 246 | 1 023 |

|  |